# 桑名照弐
桑名 照弐（くわな てるに、1885年（明治18年）3月1日 - 1976年（昭和51年）12月28日）は、大日本帝国陸軍軍人。最終階級は陸軍少将。功三級。

## 経歴
1885年（明治18年）に大分県で生まれた。陸軍士官学校第19期、陸軍大学校第28期卒業。1932年（昭和7年）2月10日に第1師団司令部附となり早稲田大学に配属され、4月11日に陸軍歩兵大佐に進級した。1934年（昭和9年）3月に歩兵第20連隊長に転じ、1935年（昭和10年）8月に近衛師団司令部附となり、明治大学に配属された。
1936年（昭和11年）8月1日に陸軍少将に進級と同時に第12師団司令部附となり、1937年（昭和12年）3月1日に澎湖島要塞司令官に就任した。12月27日に歩兵第35旅団長（第10軍・第18師団）に転じ、日中戦争に出動。杭州湾に上陸し、南京攻略戦、広徳での掃討戦に参加。その後バイアス湾に上陸し、広東を攻略した。1938年（昭和13年）12月に留守第11師団司令部附となり、1939年（昭和14年）3月9日に待命、3月22日に予備役に編入された。同年9月に明治大学指導局長に就任（前任者は松室孝良）。1945年（昭和20年）3月31日に召集され、豊原連隊区司令官兼豊原地区司令官に就任したが、4月30日に豊原連隊区司令部附となった。
1947年（昭和22年）11月28日、公職追放仮指定を受けた。